# Стефания Икономова-Мирска
Стефания Николова Икономова, по мъж Мирска, е българска учителка, преводачка и благодетелка.

## Биография
Родена е на 1 май 1858 г. в Разград, в семейството на възрожденските учители Никола Икономов и Станка Николица-Спасо-Еленина. През април 1870 г. заминава да учи въе Фундуклеевата девическа гимназия в Киев с руска стипендия. Заедно с нея заминават търновките Фана Стамболова и Евгения Аимиева, котленката Нина Калудова, Христина Желязкова от Тулча, Царевна Миладинова от Охрид и Теодора Стоилова от Пловдив. Настанени са в пансиона на графиня Левашюва. През 1877 – 1878 г. завършва педагогически курс с отличие. През май 1878 г. се завръща в Разград, по покана на председателя на Варненския градски съвет Велико Христов, за да стане първата учителка. Във Варна се запознава с Кръстю Мирски, за когото се омъжва през септември 1879 г. Имат 8 деца.
По нейна инициатива се създадава Варненското женско дружество „Майка“. Членува и е председателка, до 1902 г., на Женското дружество „Саморазвитие“, което има за цел „повдигането на жената в умствено отношение и приучаването ѝ към дружествен живот“. Дружеството открива във Варна девическо професионално училище, създава читалище с библиотека и салон за лекции. Изнася сказки за майката на Гьоте и за семейството като първи възпитател.
През 1912 г., по инициатива на митрополит Симеон Варненски и Преславски, създава „Християнско благотворително и просветно братство“, което подпомога бедните семейства на войниците и е избрана в настоятелството му. През януари 1912 г. се включва в Женската група на Радикалдемократическата партия във Варна.
В продължение на над 30 години публикува в централни и местни вестници „Славянин“, „Българин“, „Искра“, „Черно море“ и списанията „Гражданка“, „Домашен приятел“, „Извор“. Превежда художествена литература от руски език.
Умира на 2 януари 1937 г. във Варна.